# Városlőd
Városlőd (vyslovováno [várošléd], německy Waschludt) je velká vesnice v Maďarsku v župě Veszprém, spadající pod okres Ajka. Nachází se asi 9 km severovýchodně od Ajky. V roce 2015 zde žilo 1 300 obyvatel. Dle údajů z roku 2011 tvoří 90 % obyvatelstva Maďaři, 37,7 % Němci, 4,2 % Romové a 0,2 % Rumuni, přičemž 9,6 % obyvatel se k národnosti nevyjádřilo. Název znamená "městský Lőd".
Sousedními vesnicemi jsou Csehbánya, Farkasgyepű, Kislőd a Szentgál, sousedním městem Herend.